# Rhyacophila biegelmeieri
Rhyacophila biegelmeieri là một loài Trichoptera trong họ Rhyacophilidae. Chúng phân bố ở miền Cổ bắc.